# خط کیئو کی‌باجو
خط کیئو کی‌باجو (به ژاپنی: 京王競馬場線, Keiō Keibajō-sen) یک خط راه‌آهن وابسته به شرکت راه‌آهن کیئو است.